# Ctenosaura quinquecarinata
Espèce
Synonymes
- Cyclura quinquecarinata Gray, 1842
- Ctenosaura praeocularis Hasbún & Köhler 2009

Ctenosaura quinquecarinata est une espèce de sauriens de la famille des Iguanidae.

## Répartition
Cette espèce se rencontre au Costa Rica, au Nicaragua, au Salvador, au Honduras et au Mexique en Oaxaca.

## Publication originale
- Gray, 1842 : Description of some new species of Reptiles, chiefly from the British Museum collection. The Zoological Miscellany, vol. 2, p. 57-59 (texte intégral).